# Slaget ved Bornholm (1535)
Slaget ved Bornholm den 9. juli 1535 kaldes det søslag, hvor en svensk-dansk-preussisk flåde angreb og besejrede den lybske flåde. Slaget brød Lübecks maritime herredømme.
Sammenstødet var en af mange kampe under den danske borgerkrig grevefejden. Måns Svensson Some var admiral over den flåde, som Gustav Vasa sendte Christian III, til bistand i kampen mod Lübeck og dens forbundne danske dele. Admiralsskibet hed ”Elefanten”. I maj 1535 forenede de elleve svenske skibe sig med de preussiske og danske.
Ved Bornholm den 9. juni angreb skibene den lybske flåde, som måtte flygte. Ugen efter indespærrede og konfiskerede den forenede flåde ti lybske skibe i Svendborgsund syd for Fyn. Derefter gik den forenede flåde til Øresund og belejrede Malmø, København og Landskrona. Den svenske flåde havde dermed været med og brudt lübeckernes overherredømme til søs.
Deltagende skibe:
- Stora Kravelen "Elefanten", Sverige
- Mickel, Lübeck
- Samson, Danmark
- Sundska Holken, Danmark